# 銚子漁港
銚子漁港（ちょうしぎょこう）は、千葉県銚子市の太平洋に面する特定第3種漁港。
3つの卸売市場を抱える日本屈指の水産物流通拠点であり、年間水揚量では全国第1位。水郷筑波国定公園の指定区域内にあり周辺の海岸は砂浜、天然の岩礁と変化に富んだ風光明媚な地形を有している。

## 概要

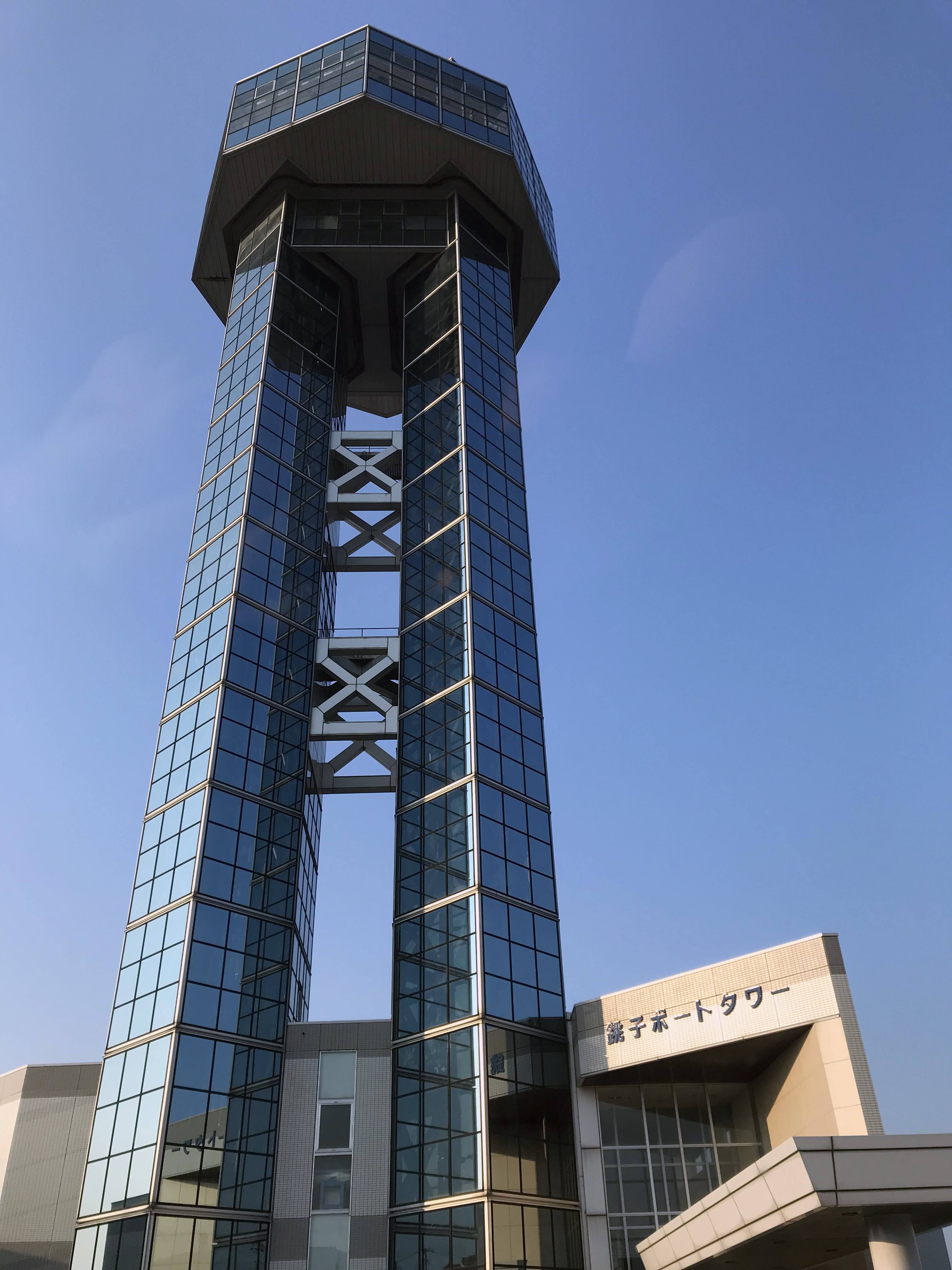
銚子漁港のシンボル「銚子ポートタワー」

千葉県銚子市の銚子半島先端北部、日本三大河川の一つである利根川（一級河川）の河口付近（河口入り口が狭く、中に入るとより広い空間が広がる「銚子口」と呼ばれた地形）に位置し、太平洋に面した漁港。利用範囲が全国的な漁港のうち、水産業の振興のためには特に重要であるとして漁港漁場整備法第5条及び第19条の3に基づき定められた特定第3種漁港であり、海岸法第5条第4項の漁港区域に接する海岸保全区域指定済漁港である。
戦後占領期に設定されたマッカーサー・ライン（連合国軍最高司令官総司令部の文書SCAPIN第1033号「日本の漁業及び捕鯨業に認可された区域に関する覚書」によって決められた日本漁船の活動可能領域）が徐々に拡大されて日本漁船の遠洋漁業が可能になり、さらに朝鮮特需が始まると、太平洋・日本海・東シナ海の各海に面する漁港1港ずつの計3港が特定第3種漁港に指定され、その中でも1951年（昭和26年）7月10日と最初に指定された日本の漁港拠点として古くから栄えてきた。近代以降も規模を拡充した結果、2011年（平成23年）に水揚量全国第1位となって以来、その地位を保っている。
主に獲れるものとして、春のタイ、夏のイワシ・カツオ、秋のサバ・サンマ、冬のヒラメなどがあり、このため全国から漁船がやってくる「漁業基地」となっている。 近年では銚子ブランド（プライドフィッシュ）として築地市場の目利きも唸る金目鯛と称賛される「銚子つりきんめ（銚金）」が知られるようになった。その他としては「銚子の入梅いわし」などもある。
銚子漁港は、良質な漁港環境の条件として以下のような特徴がある。
- 三方を海で囲まれている
- 親潮（寒流）と黒潮（暖流）がぶつかる地点である
- 利根川によって運ばれる有機物を含んだ水により、植物プランクトンが多く発生する
- 沖合には水深200メートルの大陸棚が拡がっている

漁港付近には加工品製造工場や漁業関連施設、新鮮な魚を使った食堂が並ぶ。1991年（平成3年）6月には、海の幸の総合センターとしての複合施設「ウオッセ21」及び銚子漁港のシンボル「銚子ポートタワー」が竣工した。
近年では、漁港漁場整備法第19条及び第19条の3に基づく特定漁港漁場整備事業計画として漁船の大型化や黒生・川口外港の両港口からの出入港を可能とする二港口化に対応するため、大水深岸壁や外郭施設などの整備を行っている。高度衛生管理に対応した荷捌所として第3市場及び大規模製氷場、陸揚岸壁整備を行っており、漁獲物の品質や付加価値の向上と輸出拡大を図る。

## 歴史

### 古代・中世

#### 漁業の町「飯沼」

銚子口と呼ばれた地形
した空中写真

平安時代において、房総半島は上総国、下総国、安房国の三国となり、『倭名類聚抄』によると銚子港近辺は「下総国海上郡 三前郷」と記されている。「銚子」という名が使われるようになったのは江戸時代（1700年頃）以降であり、それ以前は、「飯沼」あるいは「三前」と呼ばれていた。また、粟島台遺跡と同様の地域を「下総国海上郡 船木郷」（船木部が置かれ造船用材を扱った地）としている。平忠常の子孫である千葉氏の支族である東氏（庶家、千葉六党）及び海上氏（庶家）がこの地を領有するようになり、建久年間（1190年代）千葉常衡が海上与市を名のって船木郷に中島城を築城したといわれている。中島城周辺には、円福寺（飯沼観音）及び川口神社があり、円福寺は神亀5年（728年）に漁夫が海中から引き揚げた十一面観音像を安置したのが始まりといわれ、海上氏の帰依も厚く、門前町が形成されたのが、現在の銚子の都市的起源とされている。また、川口神社は寛和２年（986年）の創建と伝えられており、海の守り神として白神明神とも呼ばれ、銚子大漁節では「この浦守る川口の明神御利益あらわせる」と歌われているように、古くから漁師の信仰をあつめていることからも、古くから漁業が盛んな地であった。

### 近世

#### 利根川東遷と水運の発展

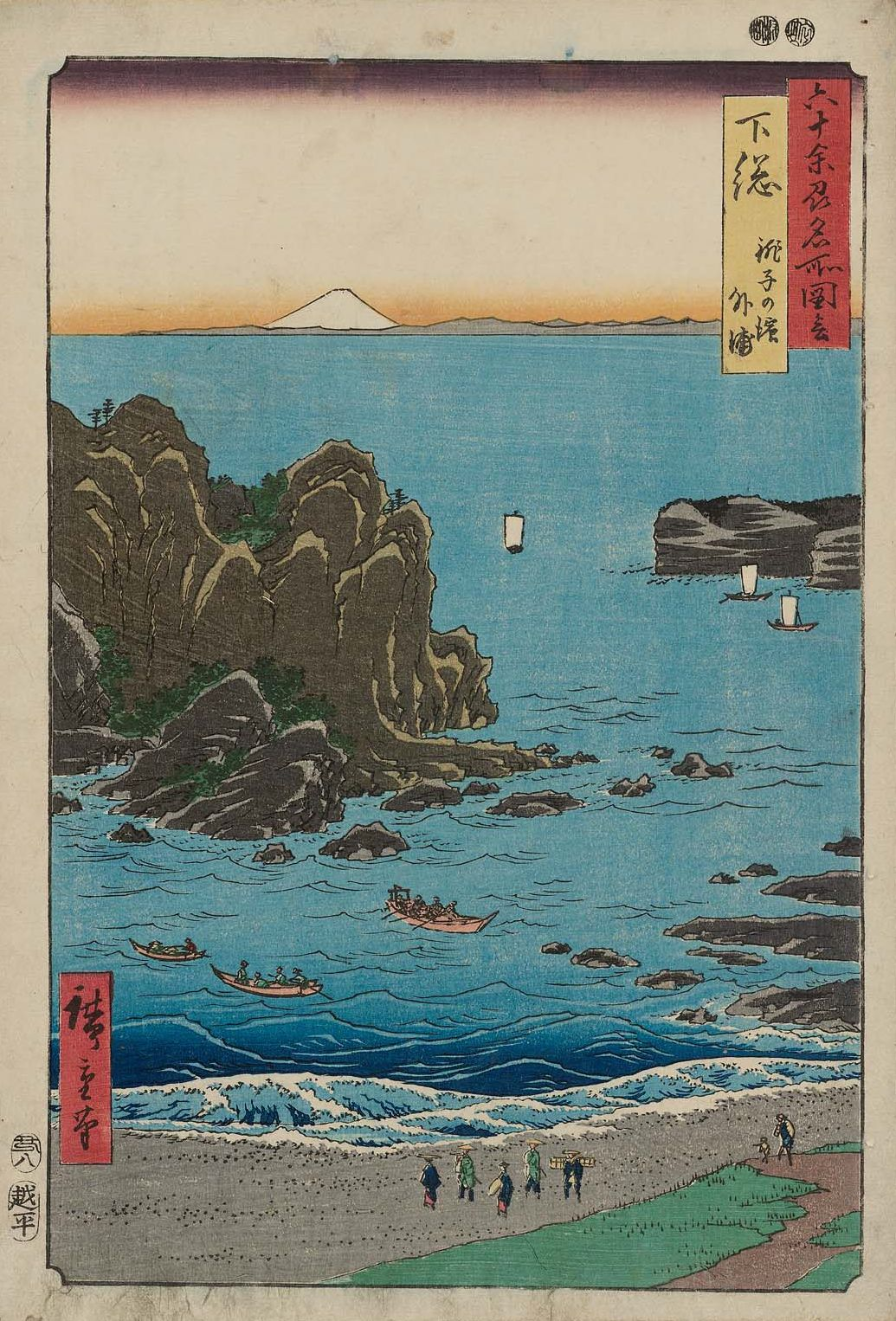
「下総銚子の濱外浦」歌川広重画『六十余州名所図会』より

銚子河口付近は水深が浅く、潮の流れが急であったため、阿波の鳴門（鳴門海峡）、伊良湖渡合（伊良湖岬）と並ぶ海の三大難所と言われていた。そのため、海難事故が古来より多発している。このため、江戸時代以前は内海で漁獲をすることがほとんどであった。
江戸時代初期に入ると徳川家康江戸入府の1590年（天正18年）後、徳川氏によって行われた利根川中下流の付け替えにかかわる一連の河川改修として利根川東遷事業が行われた。1621年（元和7年）の新川通開削および赤堀川の開削開始から、1654年（承応3年）の赤堀川通水まで工事が行われ、これにより、利根川の水は太平洋への分水嶺を越えて常陸川へ十分な水量が流され、太平洋へ注ぐ銚子河口まで繋がる安定した江戸の水運が成立し、 銚子河口（常陸川最下流）に位置していた銚子は活気づくことになった。
利根川東遷事業による江戸への水運の確保により、近畿地方（令制国上の畿内、特に紀伊国・和泉国・摂津国など）から漁民が大量に出漁してきた。以後、鰯漁が大漁であったことから、銚子にも定住する人々が増えるようになる。房総沖（太平洋）は近代に至るまで鰯の漁獲地として知られ、かつ背後に広大な農地を持つ穀倉地帯である関東平野・九十九里平野がひかえ豊富な資金力と必要時のみ動員できる労働力などの社会的条件を求め、紀州などの漁民が旅網や移住などの形で房総半島や九十九里浜沿岸に進出してきた。鰯などの近海魚を江戸に供給するとともに長く干鰯の産地として知られるようになる。
この頃、銚子半島の先端南部に位置する外川漁港も、江戸時代前期の漁師である紀州藩の崎山次郎右衛門によって、1658年（万治元年）と1661年（寛文元年）の2期にわたり、外川浦に完成する。屋号は大納屋。次郎右衛門は故郷から多くの漁師を呼び寄せ、漁業と海運を営み、当時の盛況ぶりは「外川千軒大繁昌」と語り継がれている。

#### 東廻り航路と醸造業
江戸時代中期になると、石高制と参勤交代制により、幕府城米、諸藩蔵米などの海上輸送が展開する。さらに諸商品の海外輸送も盛んとなり、城下町・港町・三都（大阪・京・江戸） を結ぶ海運のネットワークが整っていった。 そこで1670年（寛文10年）に、幕府は江戸商人河村瑞賢に東廻り航路の整備を命じる。「銚子内海江戸廻り」と呼ばれ、東北の石巻や荒浜などの積出港からいったん外海に出て、鹿島灘沖から銚子河口付近に入り、そこから利根川をさかのぼって江戸に入る航路が利用される。時間も距離も短縮できるが、波の荒い鹿島灘を横切り、暗礁を避けて銚子に入港するという、危険性の高いものであったため、「外海江戸廻り」という、東北の積出港から銚子沖を通り、房総半島をまわる。そして伊豆の下田に入り、そこから再び江戸に入る航路も利用されるようになる。この頃、江戸では醤油製造が伸びて行き、富農や名主層、近江商人、紀州の出身者などによって関東各地で作り始められたが、次第に独自の濃口醤油へと発展し、江戸への出荷を伸ばしていく。醸造家は関西からの下り醤油に対抗するため造醤油仲間を結成し、江戸の問屋との交渉や、原料の塩の購入などを共同で行いながら、品質の向上を図る。そして文化・文政期に江戸前の調理が発達すると、関東の好みは濃口醤油へと急速に傾き、関東の醤油が江戸市場を押さえることになる。その製造の中心が、銚子と野田（野田市）であり、利根川や江戸川に接し、物資の輸送に便利であったからである。ヤマサ醤油・ヒゲタ醤油などは、日本を代表する醤油メーカーとしての礎を築き、その後の銚子の繁栄につながったとしている。

#### 川舟と運輸
1690年（元禄3年）に幕府は城米を津出しする河岸を定めたため、選ばれた河岸は銚子漁港を含めて商品流通の要となっていった。周辺農村の年貢米や特産品を河岸から江戸に向け出荷し、帰りも商品荷物を運ぶことによって、河岸は急速に人や荷物が行きかう場所へと発展していった。利根川はじめ川という水系インフラの充実により、北総地域一帯が栄えることとなったのである。その代表でもある佐原や小見川（香取市）は利根川水運の発達により、年貢米の津出し場や周辺地域の物資の集散地として栄え、醸造業などの産業も発展した。この時期、佐原は「お江戸みたけりゃ佐原へござれ佐原本町江戸まさり」といわれるほどの賑わいを見せていた。利根川下流で主に使われていた舟は主に高瀬舟であり、最大級のもので、船長約26.96メートル、船幅 5.1メートル 余り、積載量は米 1,200俵（約72トン）であったと言われている。

### 近代

#### 銚子港の繁盛と整備

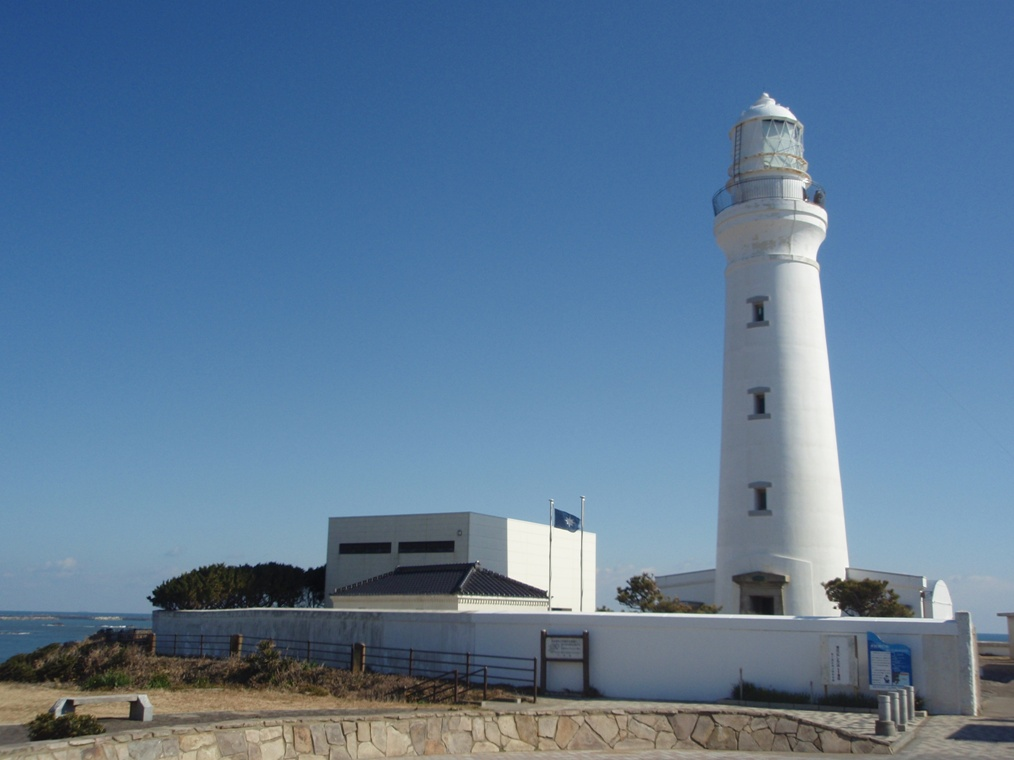
犬吠埼灯台

交通の要所、魚介類の水揚げ場、醤油の生産地として栄え、多くの船舶が入出港し、明治時代に入ると銚子漁港はますます漁業の港として栄えることになる。明治初年頃の銚子（飯沼）は、千葉県で一番人口の多い都市であった。また、利根川を蒸気船が就航することになり、銚子～東京間を結ぶようになると、東京及び周辺地域から避暑や海水浴で大勢の人が訪れた。
犬吠埼付近に岩礁、暗礁が多く、海流が複雑で、1868年（慶応4年）には、幕府の軍艦「美賀保丸」が暴風雨に遭い、黒生（くろはい）沖の岩礁に乗り上げて座礁沈没、乗組員が死亡するという事故も起きていた。このような状況の中、銚子港の改修と洋式灯台の設置が求められ、明治初期に江戸条約によって建設された8基、及び大坂条約によって建設された5基の洋式灯台に続く重要な灯台として建設が決まり、1872年（明治5年）に着工。1874年（明治7年）には犬吠埼灯台が完成する。1886年（明治19年）には銚子地方気象台、1908年（明治41年）には銚子無線電信局が建設されている。その後、1897年（明治30年）には国鉄総武本線が銚子駅まで開通、利根川沿いの国鉄成田線は1898年（明治31年）には佐原駅まで開通し、のちに松岸駅まで開通したことで総武本線と接続した。両方の鉄道が銚子まで延伸したことで旅客や貨物輸送は増加し、銚子への観光客はさらに増えて観光産業が盛んになった。 また、江戸時代後期以降の銚子港は漁港として賑わい、東回り海運が衰退する明治期以降も、ますますその需要を伸ばした。
ところが、港湾の形状は依然として整備されず、船舶を迅速に運転できるよう近代化する必要に迫られていた。第一次整備計画が完成したのは1925年（大正14年）のことであった。1932年（昭和7年）に第一卸売市場（中央市場）が完成する。

### 現代

#### 日本屈指の漁港町「銚子」へ

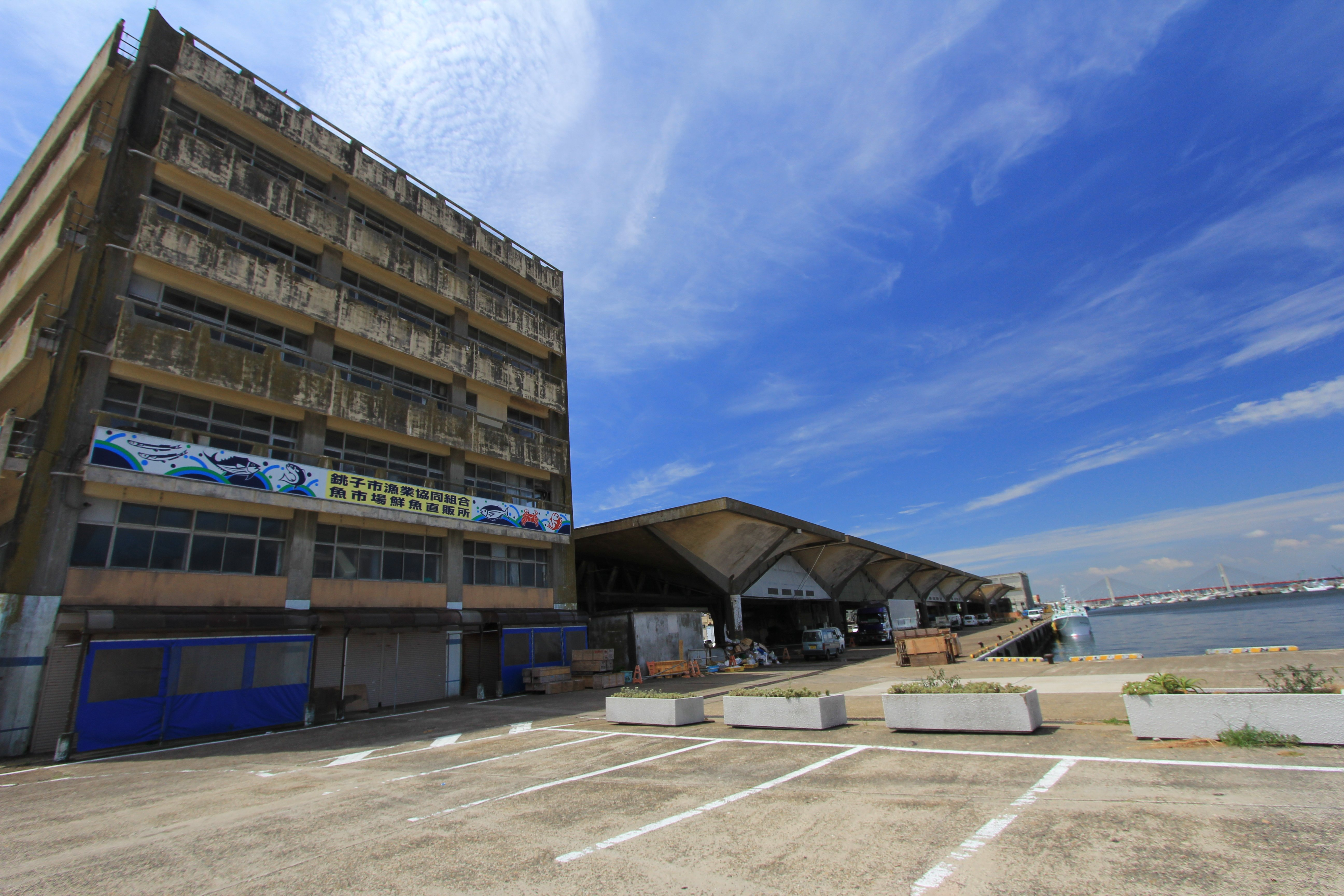
銚子漁港第1卸売場（中央市場）

第二次世界大戦末期に、銚子周辺は東京を空襲するB-29の侵入ルートとなり被害を受けた。この空襲により、戦前の港町らしい町並みや隆盛を誇っていた江戸時代からの建造物の多くを失った。第一次整備計画からその後、工事は第九次整備計画（平成6～13年度）まで続けられ、今日のかたちになっている。外洋から銚子外港へ入り、運河で第一卸売市場まで入ることができ、大きな海難事故もなくなっている。1951年（昭和26年）7月10日 には全国で初めて特定第3種漁港に指定され、銚子漁港は水産業の振興のためには特に重要な位置づけとなった。地元漁船はもとより、北は北海道から、南は沖縄にいたる沖合漁船の一大根拠地として発展している。
また、観光都市としても成長した銚子市は漁港区域内に銚子ポートタワー及びウォッセ21（水産物卸売センター）を整備。漁港のシンボルであると同時に犬吠埼灯台と併せて銚子の観光の拠点となっている。
マダイ、カツオ、マグロ類、マイワシ、サンマ、サバ、メカジキ、ブリ、アジ、ヒラメなど、魚種も豊富であり、これら魚介類を取扱う魚市場・卸売場も銚子漁港整備に呼応し、第1・第2・第3卸売場と受入施設の整備拡充が図られ、全国有数の漁業根拠地として更なる発展が期待されている。

#### 密漁
2000年代以降、海水温の上昇などで銚子付近ではイセエビが増加傾向となった。こうしたイセエビを防波堤などで密漁する者も増え、2020年代においては毎年20人から30人が海上保安庁に漁業法違反容疑で摘発される状況となっている。

### 沿革
- 1944年（昭和19年）10月1日 - 新生駅からの引き込み線が開通する。
- 1945年（昭和20年）10月15日 - この日から7ヶ月にわたり、旧日本軍の兵器・弾薬処理作業に漁港が使用される。
- 1951年（昭和26年）7月10日 - 特定第3種漁港に指定される。
- 2011年（平成23年）3月11日 - 東日本大震災にて被災。死者・行方不明者こそなかったが、漁船・漁港施設や水産加工施設、銚子マリーナなどを中心に約65億円の被害を受ける。

## 漁港施設

### 市場

#### 市場面積
- 魚市場用地の面積　40,243平方メートル
- 第1卸売場　21,678平方メートル
- 第2卸売場　6,165平方メートル
- 第3卸売場　12,400平方メートル

#### 市場詳細
第1卸売場（中央市場）
- 鉄骨、鉄筋コンクリート2階建
- 飯沼町186番地の61 新生町一丁目36番地の2
- 建面積4,296平方メートル

第2卸売場
- 鉄筋コンクリート一部鉄骨1階建
- 川口町一丁目6278番地
- 建面積 801平方メートル

第3卸売場
（No.1）
- 鉄筋コンクリート一部鉄骨2階建
- 川口町二丁目6528番地
- 建面積 3,164平方メートル

（No.2）
- 鉄筋コンクリート一部鉄骨4階建
- 川口町二丁目6528番地
- 建面積 6,213平方メートル

### トラックスケール
- 第1スケール 秤量50トン（第2卸売場）
- 第2スケール 秤量50トン（第2卸売場）
- 第3スケール 秤量60トン（第3卸売場先）

### 簡易荷捌場
- 鉄筋コンクリート部鉄骨1階建
- 新地町1468番地の20
- 建面積 1,809平方メートル

### 貸事務所
- 第1卸売場・中央市場2階21室（30〜60平方メートル）

### 専用線
新生駅から漁港内に引き込まれた専用線は、銚子漁港で水揚げされた魚介類を東京へ運搬するために、戦時中に建設されたものであった。魚介類を貨車に積載し、両国駅まで貨物列車で輸送していた。後に専用線はトラック輸送への転換が進み廃止となった。中央市場前まで延びていた構内の線路の跡地は駐車場として使用されている。

## 主な魚種

### プライドフィッシュ
全国漁業協同組合連合会（全漁連）が中心となり、漁業協同組合連合会（漁連）・漁業協同組合（漁協）が選定した、漁師が自信をもって推奨する魚介類として「銚子つりきんめ」「銚子の入梅いわし」がプライドフィッシュとして選定されている。
- 銚子つりきんめ「銚金」（キンメダイ）[27]
  - 銚子市漁業協同組合認定
  - 千葉県水産ブランド認定
  - 銚子推奨認定品ちょうしブランド（干物）[28]
  - 認定対象期間（旬）：周年
  - 大きさ等：500グラム以上
  - 全国的にキンメダイ漁の北限といわれる漁場で、銚子市外川地区の小型船約40隻が立縄漁業（釣りの一種）により漁獲。鮮やかな色と傷のないきれいな魚体を保つため、釣り上げた直後から、一尾ずつ丁寧に取り扱い、常に高い品質のものを提供するよう努力・研究を重ねている。毎年7月に開催される「きんめだいまつり」は約4万人程の来場者で賑い「銚子つりきんめ」の知名度アップに大きく貢献している[29]。
- 銚子の入梅いわし[6]
  - 銚子市漁業協同組合認定
  - 認定対象期間（旬）：6月から7月（入梅）
  - イワシの主要な水揚港である銚子港は日本一の水揚港としても知られ、特に6～7月にかけての「入梅」（梅雨の時期）に水揚げされるマイワシは「入梅いわし」と呼ばれている。毎年この時期に鮮度抜群のいわしが食べられる「入梅いわし祭り」が行われている[30]。

### その他魚種
- イワシ - 2002年（平成14年）度陸揚量全国1位
- サバ - 2002年（平成14年）度陸揚量全国1位
- サメ - 2002年（平成14年）度陸揚量全国3位
- アジ類 - 2002年（平成14年）度陸揚量全国4位
- サンマ - 2002年（平成14年）度陸揚量全国4位
- メヌケ - 2002年（平成14年）度陸揚量全国5位
- マグロ - 2002年（平成14年）度陸揚量全国6位

## 主な漁業
- まき網漁業
- 敷網漁業（サンマ）
- はえなわ

## 港勢
- 管理者 - 千葉県
- 漁業協同組合 - 銚子市
- 組合員数 - 205名（2001年（平成13年）12月）
- 漁港番号 - 1930010
- 水揚量 - 214,500トン（2013年）【全国1位】[31]

## 交通

### 公共交通機関

#### 鉄道
- 銚子電鉄「観音駅」より、徒歩約15分

#### 路線バス
- 川口線
  - 銚子駅 - 陣屋町 - 銚子観音 - 川口 - ポートセンター（京成タクシー成田）
- 岬めぐりシャトルバス
  - 銚子駅 - 第一魚市場 - 川口神社 - ポートタワーウォッセ - 黒生 - 海鹿島 - 君ヶ浜海岸 - 犬吠埼灯台入口 - 銚子電鉄犬吠駅 - 地球展望館（千葉交タクシー）

### 自動車

#### 高速道路
- 銚子連絡道路「松尾横芝インターチェンジ」より、国道126号・千葉県道286号愛宕山公園線（銚子ドーバーライン）先

#### 一般道路
- 千葉県道254号銚子公園線
- 千葉県道286号愛宕山公園線（銚子ドーバーライン）

#### 駐車場
- 駐車場（無料）

| 施設名       | 銚子漁港第一卸売市場市営駐車場                                                  |
| 住所         | 銚子市竹町地先                                                                  |
| 利用可能台数 | 普通車：32台 身障者用：2台 大型バス：5台 その他（バイク、自転車用駐輪スペース） |